# Petrel śnieżny

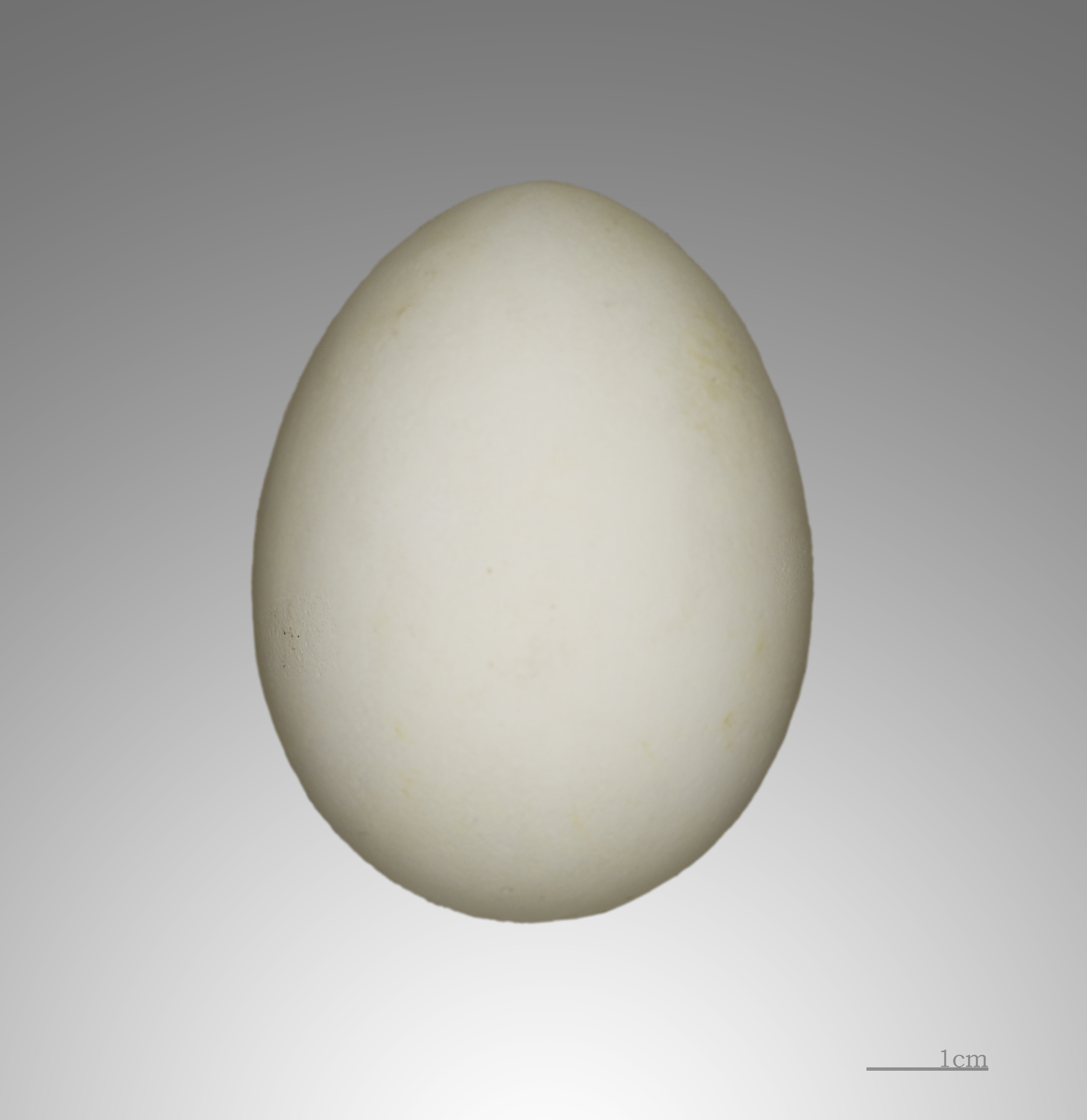
Jajo z kolekcji muzealnej

Petrel śnieżny (Pagodroma nivea) – gatunek średniej wielkości wędrownego ptaka morskiego z rodziny burzykowatych (Procellariidae), przedstawiciel monotypowego rodzaju Pagodroma. Występuje na oceanach opływających Antarktydę.
SystematykaMiędzynarodowy Komitet Ornitologiczny (IOC) wyróżnia dwa podgatunki P. nivea:
- P. n. nivea (G. Forster, 1777) – petrel śnieżny – Georgia Południowa, Scotia Arc, Antarktyda[3]
- P. n. major (Schlegel, 1863) – petrel biały[5] – Sandwich Południowy, Antarktyda. Nazwa podgatunku zastąpiła wcześniej używaną P. n. confusa Mathews, 1912[3][6].

Niekiedy oba te taksony podnosi się do rangi osobnych gatunków.
EtymologiaNazwa „petrel” pochodzi od imienia Piotra Apostoła (ang. Peter) i jego nieudanej próby chodzenia po wodzie, opisanej w Ewangelii Mateusza (14, 28–31). Pierwszy człon łacińskiej nazwy ptaka pochodzi z języka greckiego, w którym pagos oznacza lód, a dromos – bieżnię. Drugi człon nazwy – nivea – jest formą żeńską przymiotnika łacińskiego niveus, -a, -um (śnieżny, -a, -e), który pochodzi od słowa nix, nivis (śnieg, -u).
MorfologiaMierzy 36–41 cm, waży 200–600 g. Rozpiętość skrzydeł wynosi 76–79 cm. Śnieżnobiałe upierzenie, ciemnoszare nogi, czarne oczy i dziób, na końcu hakowato zagięty. Pisklęta szare z białym czołem.
Zasięg występowania i środowiskoGnieździ się na klifach, rozpadlinach i zboczach Antarktydy i niektórych wysp Subantarktyki, w tym Georgii Południowej i Sandwichu Południowego. Resztę roku, tzn. zimę hemisfery południowej, spędza na otwartym morzu. Czasami nazywany „aniołem Antarktydy”.
Ekologia i zachowanieOprócz głowonogów, mięczaków, szczętek i padliny jego pożywienie stanowią głównie ryby. Ptak częściowo aktywny nocą. Stanowiska lęgowe mogą znajdować się do 300 km w głąb lądu. Samica składa 1 jajo, inkubacja trwa 50 dni. Pisklę jest w pełni opierzone po 7 tygodniach. Jeżeli miejsca lęgowe są zamarznięte, lęg nie odbywa się. Żyje 14–20 lat.
StatusMiędzynarodowa Unia Ochrony Przyrody (IUCN) uznaje petrela śnieżnego za gatunek najmniejszej troski (LC – Least Concern). Liczebność światowej populacji w 2004 roku szacowano na ponad 4 miliony osobników. Ze względu na brak dowodów na spadki liczebności bądź istotne zagrożenia dla gatunku, BirdLife International uznaje trend liczebności populacji jako stabilny.